# PlayStation Magazine
A PlayStation Magazine (PSM-ként is ismert) egy olasz videójátékokkal foglalkozó magazin, ami a Sony videójáték és hordozható konzoljaira szakosodott. Az újságban a Sony konzolokra megjelent játékok előzetesei, tesztjei és csaló kódjai találhatóak meg.

## Története
1998-ban lett alapítva mint a Sony Computer Entertainment hivatalos olasz nyelvű magazinja, majd később a Future Media Italy; a Future Publishing egyik leányvállalata felvásárolta, és 2007 márciusa óta a Sprea Media Italy adja ki.

## Külső hivatkozások
- A PlayStation Magazine a Sprea Media Italy weboldalán (olaszul)